# Guerra de la independència croata
La guerra de la independència croata fou una guerra a Croàcia de 1991 a 1995, entre el govern croat i els serbis croats reforçats per l'Exèrcit Popular Iugoslau controlat per Sèrbia.
El bàndol croat aspirava a establir una sobirania internacionalment reconeguda per a la República de Croàcia, prèviament pertanyent a la República Federal Socialista de Iugoslàvia, mentre que els serbis volien establir nous límits a les zones de Croàcia amb una majoria sèrbia o amb una minoria influent de serbis, buscant la seva secessió de la resta de Croàcia. Molts afirmen que els propòsits de Slobodan Milošević eren la creació d'una Sèrbia més gran en unir tots el serbis sota una única bandera. La guerra va ser sorprenent per la seva brutalitat en una societat relativament desenvolupada a Europa, i en temps moderns.

## Preludi - Dissolució de Iugoslàvia
Vegeu També: Guerra de Iugoslàvia
La guerra a Croàcia s'esdevenia a conseqüència de la dissolució de Iugoslàvia i de la pujada del nacionalisme. La crisi s'hi instal·lava amb al debilitament dels estats comunistes de l'Europa de l'Est després de la fi de la guerra freda, simbolitzat per la caiguda del mur de Berlín el 1989. El partit comunista nacional, oficialment anomenat Lliga de comunistes de Iugoslàvia, anava perdent la seva potència ideològica.
El 1987, el nacionalista serbi Slobodan Milošević s'havia convertit en president de Sèrbia, la més gran i populosa de les sis repúbliques iugoslaves. La repressió severa que portà a terme contra la majoria albanesa a la província de Kosovo de Sèrbia feia malpensar que Sèrbia estava intentant imposar la seva regla sobre la resta de la Federació. Les repúbliques més pròsperes d'Eslovènia i Croàcia rebien menys finançament que la resta de la Federació Iugoslava. Mentre que les dues repúbliques aspiraven a una descentralització amb més democràcia, Sèrbia, encara s'adheria al centralisme i a les normes del Partit Comunista Iugoslau de Milošević.
Alhora, les ideologies nacionalistes i separatistes anaven a l'alça durant els últims anys de le dècada dels vuitanta. Això era especialment evident a Sèrbia, Croàcia, Bòsnia i Hercegovina, Eslovènia, i en un menor abast Macedònia. Milošević augmentava el seu poder a Sèrbia i la seva retòrica a favor de la unió de tots els serbis xocava amb els moviments nacionalistes de les altres repúbliques que començaven a lluitar per a una autonomia més àmplia dins de la Federació, incloent-hi estatus confederatius i fins i tot la plena independència.

## 1989 La Pujada de Sèrbia
El març de 1989, la crisi a Iugoslàvia s'aprofundia després de l'adopció d'esmenes a la constitució de Sèrbia que permetien al govern de la república reafirmar el seu poder sobre les províncies autònomes de Kosovo i Voivodina. Abans d'aquestes modificacions, la seva presa de decisions era independent i cada un d'ells tenia un vot a la federació iugoslava. D'aquesta manera, Sèrbia i president Slobodan Milošević, guanyaven control sobre tres dels vuit vots en la presidència iugoslava. Amb vots addicionals des de Montenegro i, ocasionalment, Bòsnia i Hercegovina, Sèrbia podia influir així sobre les decisions del govern federal. Aquesta situació portava a objeccions de les altres repúbliques amb el reclam d'una reforma de la Federació Iugoslava.

## 1990 Moviments electorals i constitucionals
Amb el debilitament del règim comunista es deixava al nacionalisme estendre la seva presència política, fins i tot dins del LCY. El gener de 1990, la Lliga de Comunistes es dividia en cada una de les repúbliques individuals. Al 14è Congrés Extraordinari de la Lliga de Comunistes de Iugoslàvia, del 20 de gener de 1990, les delegacions de les repúbliques no estaven d'acord amb els assumptes principals de la federació iugoslava. La delegació croata demanava una federació més lliure, mentre que la delegació sèrbia, encapçalada per Milošević, s'hi oposava. Com a resultat, els delegats croats i eslovens deixaven el Congrés. Això es considera el començament del final de Iugoslàvia.
Les primeres eleccions lliures es planificaven uns quants mesos més tard a Croàcia i Eslovènia. Durant l'any anterior a les eleccions, 1989, s'havien fundat un cert nombre de partits polítics, entre ells La Unió Democràtica Croata (HDZ - Hrvatska Demokratska Zajednica), dirigit pel nacionalista croat Franjo Tuđman.
A Croàcia, la primera ronda de les eleccions se celebrava el 22 d'abril i la segona el 6 de maig.
El HDZ basava la seva campanya en una aspiració a la independència i en una retòrica antiiugoslava, permetent-los encapçalar les votacions, seguides pels comunistes reformats d'Ivica Račan. Això conduïa a HDZ a formar un nou Govern. La popularitat del HDZ venia d'haver inculcat a l'electorat croat que només el HDZ podria protegir Croàcia de les aspiracions sèrbies liderades per Slobodan Milošević cap a una Gran Sèrbia.
Un factor important que conduïa a fer que Croàcia conservés les seves fronteres preguerra era el suport financer donat per la diàspora de croats. Molts polítics de la futura HDZ, incloent-hi Franjo Tuđman, feien uns quants viatges a l'estranger els últims anys vuitanta i els primers noranta per obtenir suport dels emigrants per la causa nacionalista. Aquests primers contactes havien estat vistos per alguns serbis centralistes com una acció separatista.
El 30 de maig de 1990, el nou parlament croat celebrava la primera sessió, i el president Tuđman anunciava el pla per una nova Constitució acompanyat d'una multitud de canvis polítics, econòmics i socials, amb mesures per garantir els drets de les minories (principalment serbis i musulmans). Els polítics serbis nacionalistes locals s'oposaren a la nova Constitució.
L'agost de 1990, se celebrà un referèndum no reconegut a la regió de Krajina (frontera amb Bòsnia i Hercegovina, amb una població sèrbia important en aquella època) sobre la qüestió de la «sobirania i autonomia» sèrbia a Croàcia. Això era contrarestar els canvis de la constitució. El govern croat va provar de bloquejar el referèndum amb l'enviament de forces de la policia a les comissaries de les àrees rebels sèrbies per confiscar les seves armes. Entre altres incidents, els serbis locals bloquejaven les carreteres a les destinacions turístiques de Dalmàcia. El govern responia enviant helicòpters especials de la policia, però eren interceptats per l'aviació de l'exèrcit iugoslau que les va forçar a tornar enrere a Zagreb.
Els serbis de Krajina dins de Croàcia no buscaven inicialment la independència per a la seva àrea en el referèndum. Ja sigui perquè les tensions no havien augmentat suficientment aleshores, o perquè el govern serbi, encapçalat per Milošević els havia dit que esperessin al moment del suposat pla per un Gran Sèrbia. El fet és que el 30 de setembre de 1990, el Consell Nacional Serbi de Krajina declarava «l'autonomia de la gent sèrbia en els territoris ètnics i històrics en els quals viuen i que són dins dels límits actuals de la República de Croàcia com a unitat federal de la República Federal Socialista de Iugoslàvia».
Després de l'elecció de Tuđman i la percepció de la constitució nova com una amenaça, els nacionalistes serbis croats de la regió de Krajina progressivament portaven a terme accions armades contra els representants governamentals croats. Molts eren expulsats per la força. Al final d'aquest lent procés, la regió es convertiria en la República sèrbia de Krajina liderats per Milan Babić, que més tard fou processat per crims de guerra.
El 22 de desembre de 1990, el Parlament de Croàcia ratificava la nova constitució, convertint l'estatus dels serbis a Croàcia a una «minoria nacional» en comptes dels «components d'una nació». El percentatge de serbis, segons el cens de 1991, eren d'uns 12% (un 78% de la població es declarava croata). Òbviament, això indignà els serbis de Croàcia que veien el seu estatus igualat a les altres minories. Consegüentment, molts serbis començaven a perdre les seves feines governamentals a Croàcia i s'intensificaven les tensions.
A més, Eslovènia també s'immergia en el seu propi procés cap a independència. El 23 de desembre de 1990, un dia després de la nova constitució croata, Eslovènia celebrava un referèndum sobre la independència que s'aprovava amb un 88% dels vots.
Immediatament després, l'Exèrcit Popular Iugoslau (JNA) anunciava que una nova doctrina de defensa s'aplicaria arreu del país. La doctrina de l'era de Tito en la qual cada república mantenia una força de defensa territorial (Teritorijalna Obrana o TO), seria d'ara endavant reemplaçada per un sistema de defensa centralitzat. Les repúbliques perdrien el seu paper en qüestions de defensa i els seus TOs es desarmarien i se subordinarien a una oficina central del JNA a Belgrad.

## 1991 Preparacions, seguides per la guerra

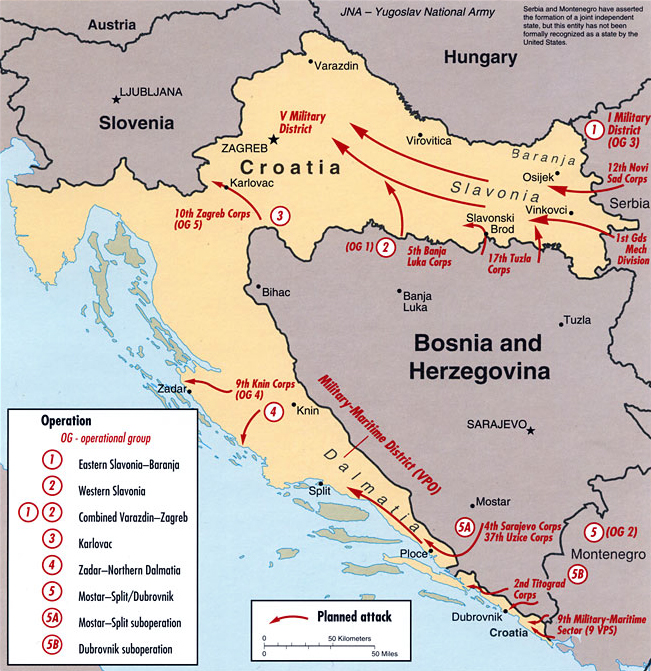
Estratègia de l'Exèrcit Popular Iugoslau (JNA) el 1991

L'Acord de Karađorđevo és un suposat pacte secret entre el president croat Franjo Tuđman i el president serbi Slobodan Milošević, després de les trobades que ambdós van mantenir a partir del març de 1991, i segons el qual haurien dissenyat la redistribució dels territoris de Bòsnia i Hercegovina entre Croàcia i Sèrbia, en detriment dels bosnians musulmans. Després de les reunions, Milošević, en un discurs a Belgrad, va donar a conèixer els seus plans per a la incorporació d'un important àrea de Croàcia (la República Sèrbia de Krajina) en la nova Iugoslàvia, fet que xocava frontalment amb les aspiracions croates, i va donar lloc a l'inici de les hostilitats i el començament de la Guerra de la independència croata.
L'aversió ètnica augmentava i els incidents s'intensificaven. La batalla de Pakrac i l'incident dels llacs de Plitvice el 31 de març de 1991 va ser uns dels fets més notables.
L'abril de 1991, els serbis de la Krajina començaven a fer moviments seriosos per sortir de Croàcia. No se sap en quina mesura aquest moviment es motivava localment o era encapçalat pel govern serbi de Milošević. En qualsevol cas, la República sèrbia de Krajina fou declarada i el govern croat ho interpreta com a rebel·lió. Això es veu sovint com el començament de l'anomenada Guerra de la independència croata. Començava en àrees on tenien una població sèrbia substancial.
El Ministeri de l'Interior croat consegüentment començava a armar una quantitat creixent de policia especial, i això comportava la creació d'un exèrcit real. El 9 d'abril de 1991, el president croat Franjo Tuđman ordenava rebatejar les forces de policia especials per Zbor Narodne Garde («La Guàrdia Popular»), marcant la creació d'un exèrcit de Croàcia autònom.
Mentrestant, l'exèrcit federal, l'Exèrcit Popular Iugoslau (JNA) i el Defensa Territorial romanien portats pel govern federal controlat pels serbis. De tant en tant, el JNA junt amb les forces sèrbies croates locals, intervenint contra les unitats croates de policia paramilitars.

## La guerra des de 1992
El 1992, en el conflicte s'hi sumà Bòsnia. La guerra va implicar els tres grups de població de Bòsnia, bosnians, serbis i croats, que es diferenciaven principalment per la seva religió tradicional: islam, cristianisme ortodox i catolicisme, respectivament. Va ser, de bon tros, la més sagnant i la més àmpliament coberta de les guerres iugoslaves. Amb el pla de pau de Vance es van crear quatre zones UNPA per als serbis. Macedònia i Bòsnia declararen la independència i començà la Guerra de Bòsnia entre República Federal de Iugoslàvia, constituïda per Sèrbia i Montenegro, les úniques dues repúbliques restants i els serbis bosnians d'una banda i el Govern de Bòsnia de l'altra. Les Nacions Unides imposen sancions contra Iugoslàvia i accepten Eslovènia, Croàcia i Bòsnia com a membres.
El comença el conflicte entre Croats i Bosnians a Bòsnia i comencen enfrontaments a la regió de Bihać entre el Govern de Bòsnia i bosnians lleials a Fikret Abdić. El 1994, els EUA intervenen per interposar-se entre les forces croates i l'exèrcit bosnià i signen la pau amb l'arbitri dels Estats Units. La intervenció de l'OTAN contra els serbo-bosnians, seguida per la massacre de Srebrenica en la que més de 8.000 Bosnians són assassinats. La guerra de Croàcia va acabar a l'estiu del 1995, després que l'exèrcit croat llancés dues operacions militars ràpides, anomenades Operació Flaix i Operació Tempesta, amb les quals aconseguia reclamar tot el seu territori excepte el sector de l'UNPA, a l'est, fronterer amb Sèrbia. Virtualment tota la població sèrbia en aquestes àrees es convertia en refugiada. El sector restant a l'est restava sota l'administració de les NU (UNTAES), i va ser pacíficament reintegrat a Croàcia el 1998.